# Плотников Олександр Юрійович
Олекса́ндр Ю́рійович Пло́тников — підполковник Збройних сил України, учасник російсько-української війни.
Станом на березень 2017-го — командир батареї, в/чА3283 (звання — капітан).

## Нагороди
За особисту мужність, сумлінне та бездоганне служіння Українському народові, зразкове виконання військового обов'язку відзначений — нагороджений
- 10 жовтня 2015 року — орденом «За мужність» III ступеня.
- орден «Богдана Хмельницького» III ступеня (2022) — за особисту мужність і самовіддані дії, виявлені у захисті державного суверенітету та територіальної цілісності України, вірність військовій присязі.